# Hamataliwa kulczynskii
Hamataliwa kulczynskii là một loài nhện trong họ Oxyopidae.
Loài này thuộc chi Hamataliwa. Hamataliwa kulczynskii được Roger de Lessert miêu tả năm 1915.